# 堀江史朗
堀江 史朗（ほりえ しろう、1913年6月24日 - 2009年5月14日）は、脚本家、ラジオドラマの製作者、映画プロデューサー。元・博報堂代表取締役副社長。ペンネームは龍野 敏。

## 経歴
兵庫県西宮市生まれ。1934年に大阪商科大学（現、大阪市立大学）を卒業と同時にNHKに入局。1937年よりラジオドラマの放送にたずさわる。戦後のラジオ全盛期には、制作、脚本両面で放送界の中心的役割を果たした。1950年に脚本部長。
東宝撮影所に移籍して文芸部長。1955年に契約者となり、1962年に博報堂に移籍、テレビ・ラジオ局長、1974年に代表取締役副社長となる。のち、シナリオ・センター最高顧問。
2009年5月14日、肺炎のため95歳で死去。

## 代表作

### 映画
- 東京の休日
- 潜水艦イ-57降伏せず
- 早乙女家の娘たち
- 女殺し油地獄
- 駅前旅館シリーズ

### ラジオ
- 「波の言葉」（NHK）
- 「咲子さんちょっと」（1961－65、TBS）
- ゴジラ（1954年）[1]

## 著書
- 『ラヂオドラマ書き方と演出』 堀江史朗、中川忠彦 共著 協立書店 1951年
- 『ラジオ・ドラマの作り方』 宝文館 1951年
- 『帰るべき場所』 宝文館（ラジオ・ドラマ新書） 1955年
- 『波の言葉』（くろしお出版 1959年）
- 『ぼくの女優交遊録：素顔が見えた日』（主婦の友社 2002年）
- 『日本映画黄金期の影武者たち : 新井一、堀江史朗、森栄晃の軌跡』（シナリオ・センター 編 彩流社 2010年）